# 何度も
「何度も」（なんども）は、青山テルマのシングル。2008年7月9日発売。発売元はユニバーサルミュージック。

## 解説
本曲「何度も」は「そばにいるね」に次ぐ青山テルマの代表作の一つ。

## 収録曲
1. 何度も
（作詞:市川喜康 / SABRO 作曲:中村太知）
任天堂「大合奏!バンドブラザーズDX」CMソング
2. LOVE
（作詞:青山テルマ / SABRO 作曲:3rd Productions）
3. I☆You
（作詞:青山テルマ 作曲:Koichi Makai / Masanobu Komaba 編曲:Takashi Ikezawa）
4. 未来予想図II
（作詞:吉田美和 作曲:吉田美和 編曲:3rd Productions）